# 張文耀 (萬曆舉人)
張文耀（16世紀—17世紀），廣東高州府電白縣人，明朝政治人物。

## 生平
張文耀是萬曆七年（1579年）己卯科廣東鄉試舉人，授浙江富陽縣知縣，為政清廉不依附權勢，處事明敏、體恤人民，因為抗議礦稅忤逆宦官，改任南直隸滁州判官，極力治理水患，堤防周密有奇績，因父母去世回鄉，服闋後改任北直隸昌平州判官，調富川縣知縣，就任後立刻採集風俗，三年內修繕文廟、城垣、公署，橋梁道路煥然一新，又重修縣志，捐資買學田舖租，士民感恩戴德，辭官回鄉後杜門不出，獲士人推重。

## 引用
1. 1 2  光緒《重修電白縣志·卷十八·列傳》：張文耀，任富陽知縣，清介公方，不附權勢，蒞事明敏，撫字有恩，因抗礦忤宦豎改判滁州，時滁有水患，文耀極力治之調停，隄防日夜靡安，以奇績著聲，丁艱後補昌平判，陞富川知縣，清廉不易，剛毅如初，解綬居鄉，杜門高致，士林咸推重焉。
2. ↑  光緒《高州府志·卷三十七·人物十》：張文耀，電白人，萬厯己卯舉人，任富陽知縣，清介剛方，不附權勢，撫字有恩，因抗礦忤宦監，改判滁州，滁有水患，竭力治之，隄防周密以奇績著，後歷昌平判、富川縣，始終如一焉。 乾隆志鄉賢傳
3. ↑  光緒《富川縣志·卷九·宦績》：張文耀，廣東電白舉人知縣事，甫下車采風問俗，慨然以地方利賴為己任，在任三年修文廟城垣公署以及橋梁道路煥然一新，又重修邑志，捐貲買學田舖租，士民戴德不衰。